# Piz Costainas
Il Piz Costainas (3.004 m s.l.m. - detto anche Furkelspitz) è una montagna delle Alpi della Val Müstair nelle Alpi Retiche occidentali. Si trova sul confine tra l'Italia e la Svizzera.

## Caratteristiche
Si trova tra i comuni di Stelvio e di Val Müstair.